# کنی گرت
کنی گرت (انگلیسی: Kenny Garrett؛ زادهٔ ۹ اکتبر ۱۹۶۰) یک موسیقی‌دان اهل ایالات متحده آمریکا است. وی از سال ۱۹۷۸ میلادی تاکنون مشغول فعالیت بوده‌است.